# 辻谷耕史
辻谷耕史（日语：／ Tsujitani Kōji，1962年4月26日—2018年10月17日），日本男演員、配音員、音響監督、旁白。出身於東京都小平市。身高171cm。AB型血。

## 簡介
本名與藝名相同，不一樣的是將耕史的日文發音變更念作。妻子渡邊久美子同樣從事配音。
生前經歷過Sigma Seven、Crazy Box、Max Mix所屬，2018年3月初到去世為止持續以自由身活動。
為人熟悉的代表配音作品有動畫《機動戰士鋼彈0080：口袋裡的戰爭》的巴納德·懷茲曼、《機動戰士鋼彈F91》主角西布克·亞諾、《無責任艦長》主角泰勒傑斯迪·植木·泰勒、《3×3 EYES》主角藤井八雲、《犬夜叉》的彌勒、《灌籃高手》的藤真健司、《幽☆遊☆白書》的樹、《天才小魚郎》的奇蹟吉姆、《交響詩篇艾蕾卡7》的杜伊·諾瓦克、《BLOOD+》的索羅門·哥爾德史密斯、《我家3姊妹》的爸爸、《刻刻》的佑河貴文；遊戲《戰國BASARA》系列（含改編動畫）的淺井長政。除了日本動畫之外，還有擔任美國華特迪士尼動畫《玩具總動員》（包含迪士尼樂園相關活動的廣播）男主角胡迪的日語配音。

### 生平
早年（1983年）從舞台藝術學院畢業後。立即加入並所屬劇團東演 （页面存档备份，存于），7年間不斷參加全國各地的巡迴公演，至1990年離團。在這期間，他在經常幫助同僚前輩近石真介之下，才全面投入配音業界。
1989年，辻谷以OVA動畫《機動戰士鋼彈0080：口袋裡的戰爭》角色巴納德·懷茲曼〈巴尼〉成為配音出道作及第一個配音代表作。接著1991年上映的動畫電影《機動戰士鋼彈F91》聲演主角西布克·亞諾以來，有多次幫主要班底角色進行配音的機會。同年，他加入Sigma Seven。
1993年，辻谷擔當《無責任艦長》主角傑斯迪·植木·泰勒配音期間。因面臨劇團解散的事由，此時他考慮將事業重心放在配音工作上。但又擔心自己將來是否要結婚生子，於是選擇辭去演員的工作，考慮去一般公司上班。結果，辻谷在《無責任艦長》主角傑斯迪受到粉絲的熱烈支持及歡迎之下，下定決心全面將事業重心放在配音工作上。
2003年7月，辻谷憑藉著長年的舞台演出與配音的經驗，第一次在電視動畫《Divergence EVE》負責音響監督的工作。2005年3月1日，離開Sigma Seven，加入Crazy Box。
2012年7月，與同樣從事配音工作的渡邊久美子結婚。

### 過世
2018年10月14日，辻谷在參加與同時期出道的同行立木文彥共同組成的樂團「立木文彥與 BLUSEED」的現場演出時，看起來仍相當有活力。但是過了3天之後，10月17日當日，他突然因腦中風在家跌倒，緊急送醫搶救之前已無生命跡象，享年56歲。
生前除了持續參加配音工作之外，上面提到從電視動畫《Divergence EVE》以來，亦積極從事音響監督的工作，2018年動畫《錢進球場》是辻谷的音響監督遺作。
逝後，於10月22日舉辦告別式，僅開放妻子及近親好友參加。10月24日，由辻谷親自擔任音響監督的電視動畫《錢進球場》，及聲演淺井長政的電視動畫《學園BASARA》都各自在動畫官方Twitter發表追思。還有，負責《學園BASARA》音響監督的岩浪美和透過Twitter發文將辻谷生前參加配音的戲份至最終話為止全部已經錄製完成。辻谷生前有為《我家3姊妹》動畫版的要角爸爸配音，得知他去世消息的原作者松本百力滋也在自己的Twitter發文追悼。以及預計2020年發售的遊戲《紅色閃光默示錄》開發公司SADEA已於2018年9月29日發布本來是要請辻谷久違多年擔任主役，也在10月23日經由遊戲官方Twitter發文追悼。《機動戰士鋼彈F91》主題歌「ETERNAL WIND ～微笑存於散發光芒的風之中～」歌唱者森口博子也選在這一天自己的Twitter表示追憶，並在同年12月10日播出的音樂節目《Anison Days》與其他出演者一起唱該歌曲、和節目終了時顯示她向辻谷追悼的文字字幕。
還有根據ORICON NEWS的消息，OVA《機動戰士鋼彈0080：口袋裡的戰爭》的粉絲引用第5話「告訴我你在說謊，巴尼」標題向生前幫要角巴納德·懷茲曼配音的辻谷致上敬意。
2019年5月14日，於當日發行的手機遊戲《戰國BASARA 戰鬥派對》收錄了辻谷生前親筆的簽名板。

### 其它略歷
（本文翻譯成中文的所有內容都來自辻谷以前的個人網站）
辻谷在出生的這一天，正好也是英國大文豪威廉·莎士比亞受洗禮的日子。
小學時期（1969年～1975年）曾經是班上的孩子王。不知是否在4月出生的緣故，不但體格強健而且很有運動細胞，在運動會上更是大家注目的焦點。在小學6年級的運動會中，拿下100米短跑以及馬拉松的雙料冠軍，並創下小學創校以來的體育紀錄。
中學時期（1975年～1978年）是貨真價實的不良少年，而且名聲還傳進學區附近的警察耳中。曾有一次因為打架滋事而被送進警察局少年隊，結果負責輔導管教的警察竟當面對他說：「你就是那個辻谷啊!? 我已經聽說過你的好多事蹟啦…」令當時的他大感意外。
高中時期（1978年～1981年）連續三年一直當班長。與同樣從事配音員的興梠里美同校同班，而且座位正好就在隔壁。雖然他常常翹課，但興梠里美總是很熱心地幫他抄寫上課筆記。由於這段往事，讓興梠里美直到兩人都成為聲優的現在還是直呼他「班長」。
舞台藝術學院時期（1981年～1983年）曾經發誓不上大學，而要自學成為成功的演員（事後自己吐嘈，這是當時年輕氣盛不顧後果），所以選擇進入了舞台藝術學院就學。這兩年來最大的回憶就是一個勁兒地打工，暑假期間甚至創下從下午4點連續打工到隔天早上8點的紀錄。在這樣的環境下讓他的體格漸瘦、膚色轉白，連週遭的朋友們見到他都不禁驚呼「真像幽靈啊！」。

### 人物、逸事
劇團團員時期，辻谷每天的生活作息是利用兼差之外的時間練習演技，練完之後就睡覺。一方面為了賺取學費，他在暑假期間每天做時薪700日圓的兼差工作將近15～16個小時，這一個月下來收入大約有18萬日圓。後來經劇團的介紹接下了廣告旁白解說的兼差工作，起薪是1小時就能賺取一個月的收入。因此辻谷是在覺得從事配音工作效率會更不錯之下，投入配音業界。此外，動畫《犬夜叉》要角彌勒的配音人選辻谷並沒有參加，而是在其他人的推薦下參加而選上。
因為不擅長歌唱，所以辻谷在受訪時表示演唱動畫角色歌曲對自己來說是種折磨。
青壯年時期做兼差工作時，常常遇見名演員松田優作光臨店內。松田本人在當時非常熱心地教導辻谷一些社交禮儀，令他對關於松田的事情印象深刻。

## 繼任
在辻谷逝世後，配音員接任作品如下：
| 繼任      | 角色名      | 概要作品            | 繼任初次擔當作品                                                   |
| --------- | ----------- | ------------------- | ------------------------------------------------------------------ |
| 藤原啓治  | 杜威·諾瓦克 | 『交響詩篇艾蕾卡7』 | 『ANEMONE／交響詩篇艾蕾卡7：HI-EVOLUTION』                         |
| 大川透    | 杜威·諾瓦克 | 『交響詩篇艾蕾卡7』 | 『角子機交響詩篇艾蕾卡7 3』                                        |
| 三宅貴大  | 爸爸        | 『我家3姊妹』       | 『東映漫畫祭2019 劇場版 我家3姊妹』                                |
| 松本保典  | 胡迪        | 『玩具總動員系列』  | 『玩具總動員Drop』                                                 |
| Bucky木場 | 旁白        | 『8時J』            | 『朝日電視台開台60週年紀念 超豪華!! 最初也是最後的大同窗會！8時J』 |
| 保村真    | 彌勒        | 『犬夜叉』          | 『半妖的夜叉姬』                                                   |
| 杉田智和  | 九能带刀    | 『亂馬½』           | 『亂馬½2024版』                                                    |

## 演出
粗體字表示主要角色。

### 電視動畫
1987年
- 動畫三劍客（日语：アニメ三銃士）（派屈克、小姓）
- 相聚一刻（八神人事部長的部下、學生A 等）

1988年
- 極速悍將（日语：F (漫画)）（赤木雄馬）

1989年
- 機動警察（遠足人士B）
- 城市獵人3（左門寺）
- 森林大帝 (1989年版)（喬治、山魈）
- 比利犬商會（日语：ビリ犬）（青年）
- 亂馬½（浩 等）
- 亂馬½ 熱鬥篇（浩、學生 等）

1990年
- 超級劍豪傳（牛若丸[24]）
- 麵包超人（巧克力人〈第2代〉）
- 快樂的嚕嚕米一家（男B）
- 海底兩萬哩（艾爾頓·格雷納梵伯爵[25]）
- 勇者凱撒（寶豐）

1991年
- 太陽勇者（警衛救援）
- 妙妙殭屍（日语：どろろんぱっ!）（小偷）
- （夏拉夫）
- 橫山光輝 三國志（關平）
- 亂馬½ 熱鬥篇（九能帶刀（日语：九能帯刀）〈代替[注 6]〉、可麗餅喬）

1992年
- 神采飛揚（高刀柾）
- 宇宙騎士騎格武士利刃（Dr.馬爾羅）
- 龍馬英雄（日语：お〜い!竜馬）（伊藤俊輔）
- 妙廚老爹（上松）
- 花的魔法使瑪麗貝爾（吉特〈第2代〉[26]）

1993年
- 無責任艦長（傑斯迪·植木·泰勒）

1994年
- 灌籃高手（藤真健司）
- 麵包超人（〈初代〉、B〈初代〉）
- 超變身俏妞（日语：超くせになりそう）（中竹誠）
- 小小男子漢（原田）
- 霸王大系龍騎士（加爾登）
- 幽☆遊☆白書（樹）

1995年
- 怪盜Saint Tail（野口）
- 鬼神童子ZENKI（影虎）
- 快打旋風II V（隆）

1996年
- 蒙面俠蘇洛傳（布坎納諾斯、埃米利奧）
- 逮捕令（岡崎裕一）
- 聖天空戰記（約書卡）
- 魔法提琴手（萊伊爾）
- 美少女戰士Sailor Stars（五代）
- 名偵探柯南（赤木英雄）

1997年
- 天才小魚郎（奇蹟吉姆[27]）
- 中華一番！（哈利）
- HARELUYA II BØY（黑咲仁）

1998年
- SHADOW SKILL -影技-（G凱恩·弗蘭克斯）
- 天才小魚郎RV（奇蹟吉姆[28]）
- 青澀之戀（大瀧拓郎）
- 麵包超人（俱樂部〈初代〉）
- DT戰士（日语：DTエイトロン）（奈因茲）
- 熱沙霸王甘達拉（日语：熱沙の覇王ガンダーラ）（喬·薩克斯）

1999年
- 亞歷山大戰記（赫費斯提翁）
- 伊甸少年（阿格邁卡）
- 金田一少年之事件簿（石山征爾）
- 格鬥小霸王（疾風）
- 週刊故事樂園（日语：週刊ストーリーランド）「想結婚的女人」（柳田速人）
- 機械女神J to X（酒貴）
- 恐怖寵物店（羅賓·亨德里克）
- 怪獸農場 ～圓盤石的秘密～（日语：モンスターファーム (アニメ)）（半人馬）

2000年
- 犬夜叉（彌勒）
- BOYS BE…（教練）
- 名偵探柯南（砂岡和義）

2001年
- 銀河冒險戰記 the second stage（塔坦卡）
- 第一神拳（速水龍一）
- 魔法少女貓（日语：魔法少女猫たると）（叔叔）

2002年
- 人造人009 THE CYBORG SOLDIER（迫完二）
- 東京喵喵（白金博士）
- 名偵探柯南（牡丹露彥）

2003年
- 京極夏彥 巷說百物語（平八）
- STRATOS 4（日语：ストラトス・フォー）（岩崎和馬）
- 偵探學園Q（大井英次郎）
- 冒險遊記Pluster World（特拉斯特姆）
- 陽光伴我行。（日语：まっすぐにいこう。）（笨蛋情侶〈男〉）
- 愛的魔法（紅尉晴明）
- 魔法使的條件（銀蔀）
- LAST EXILE（吉斯中尉、商人、貴族A）

2004年
- GANTZ（梶浦龍二）
- 今日大魔王！（涉谷勝馬）
- 御行者 AMDRIVER（日语：Get Ride! アムドライバー）（巴斯·邁耶）

2005年
- 植木的法則（帕格）
- 今日大魔王！2（涉谷勝馬）
- 交響詩篇艾蕾卡7（杜伊·諾瓦克）
- 新釋 真田十勇士 The Animation（日语：新釈 眞田十勇士）（大谷大學助吉胤[29]）
- BLOOD+（索羅門·哥爾德史密斯）

2006年
- Fate/stay night（遠坂時臣）

2007年
- 鬼面騎士 THE SKULL MAN（霧島龍二）
- 精靈守護者（坦達）
- 桃華月憚（阿爾簡·呂內特·羅瓦·艾吉）
- 人偶娃娃莉卡（日语：リカちゃん#アニメ）（爸爸）

2008年
- 我家3姊妹（爸爸、怪人、巴特萊德、播音員、哥哥、會長、快遞員）
- 今日大魔王！3（涉谷勝馬）

2009年
- 犬夜叉 完結篇（彌勒）
- 我家3姊妹（主持人）
- 戰國BASARA（淺井長政[30]）

2010年
- 妖怪少爺（狒狒）

2011年
- 妖怪少爺 千年魔京（狒狒）

2012年
- CØDE:BREAKER 法外制裁者（櫻小路剛德）
- SKET DANCE（云云Bloody star〈改〉@鈴木爆擊機）

2013年
- 玉子市場（星與小丑〈八百比邦夫〉）
- 襲來！美少女邪神W（史密斯）

2018年
- 刻刻（佑河貴文[31]）
- 學園BASARA（淺井長政[32]）[注 7]
- 錢進球場（神野次郎）

### 電影動畫
1987年
- 他和搖籃曲：星期三的灰姑娘（日语：あいつとララバイ）

1989年
- SD戰國傳 暴終空城之章（百鬼丸）
- 機動戰士SD鋼彈的逆襲 狂風暴雨的學園祭（日语：機動戦士SDガンダム）（巴尼）
- 機動警察劇場版（片岡）

1990年
- 聖劍風雲（日语：まんが家マリナ・シリーズ#映画）（黑須和矢）

1991年
- 安達原（日语：安達が原）（佑圭[33]）
- 機動戰士鋼彈F91（西布克·亞諾[34]）
- 海底兩萬哩 劇場用原創版（艾爾頓·格雷納梵）
- 老人Z（前田滿[35]）

2000年
- Escaflowne（約書卡）

2001年
- 犬夜叉：跨越時代的思念（彌勒）
- VAMPIRE HUNTER D（亞倫·艾爾邦[36]）

2002年
- 犬夜叉：鏡中的夢幻城（彌勒）

2003年
- 犬夜叉：天下霸道之劍（彌勒）

2004年
- 犬夜叉：紅蓮的蓬萊島（彌勒）

2011年
- 劇場版 戰國BASARA -The Last Party-（淺井長政[37]）

2012年
- 名偵探柯南：第11位前鋒（赤木英雄[38]）

2014年
- 玉子愛情故事（星與小丑〈八百比邦夫〉[39]）

2017年
- 交響詩篇艾蕾卡7：高度進化1（日语：交響詩篇エウレカセブン ハイエボリューション）（杜威·諾瓦克[40]）

### OVA
1986年
- 佛典物語（阐陀）

1988年
- 沙羅曼蛇（丹恩）
- 飛越巔峰（男操作員2、操作員Λ）

1989年
- 福星小子 與山羊笑一個
- 福星小子 捉住那顆心
- SD戰國傳 武者七人眾篇（百鬼丸、新殺驅）
- 華星夜曲（日语：華星夜曲）（三郎）
- 機動戰士鋼彈0080：口袋裡的戰爭（巴納德·懷茲曼〈巴尼〉[41]）

1990年
- SD鋼彈外傳III 阿爾戈斯騎士團（騎士傑塔）
- SD鋼彈外傳IV 光之騎士（騎士傑塔）
- 機動戰士SD鋼彈 Mk-II（日语：機動戦士SDガンダム）（新殺驅）

1991年
- 愛麗絲 ～Monkey Punch的世界～（日语：アリス・ザ・ワイルド）（大五郎的父親）
- INFERIUS惑星戰史外傳 CONDITION GREEN（日语：インフェリウス惑星戦史外伝 CONDITION GREEN）（矢崎翔）
- （關內孝之）
- 御宅族錄影帶（久保健）
- 乙姬CONNECTION（日语：乙姫CONNECTION）（木下數馬）
- The 學園超女隊（日语：ザ・学園超女隊）（仁村）
- 3×3 EYES（藤井八雲）
- 聖傳 -RG VEDA-（天王）
- 魍魎戰記MADARA（日语：魍魎戦記MADARA）（聲音）
- 有閑俱樂部 狗貓完整HOW麻吉（菊正宗清四郎）
- 英雄凱傳莫載克（日语：英雄凱伝モザイカ）（塔瑪）

1992年
- 間之楔（蓋）
- 伊蘇II 天空的神殿（日语：イース (OVA)）（薩達）
- 源氏（日语：源氏 (漫画)）（江端小太郎）
- 幻想敘譚艾爾西亞（日语：幻想叙譚エルシア）（杜納）
- 電影少女 -VIDEO GIRL AI-（新舞貴志）
- 有閑俱樂部 來自香港的愛（菊正宗清四郎）
- 琉璃色公主（日语：るり色プリンセス）（尤特）

1993年
- Genocyber 虛界之魔獸（日语：ジェノサイバー）（龍）
- 我是大哥大!!（相良晃司）
- 大戰爭 神擊的紅色荒野（道爾頓）
- 紅狼（日语：紅狼）（荊）
- 亂馬½ 珊璞暴變！反轉寶珠惹的禍（浩）

1994年
- GATCHAMAN（艾倫）
- 真·孔雀王（孔雀）
- 沙漠星球女警察（史密斯）
- 爆炎學園（日语：爆炎CAMPUSガードレス）（本田康生）
- 無責任艦長 OVA（傑斯迪·植木·泰勒）
- 亂馬½ 校園吹起風暴！身材劇變的雛子老師（浩）

1995年
- （三上禮次）
- 3×3 EYES ～聖魔傳說～（藤井八雲）
- 卒業 ～Graduation～（竹井）
- 無責任艦長 特別篇（傑斯迪·植木·泰勒）

1997年
- 出雲傳奇（日语：八雲立つ）（野城上修）

1998年
- 魍魎游擊隊（阿伯特）

1999年
- 銀河少女警察 The Animation（A）

2004年
- STRATOS 4（日语：ストラトス・フォー）（岩崎和馬）

2005年
- STRATOS 4 Advance（岩崎和馬）
- 幻想傳奇 THE ANIMATION（布拉姆巴爾特）

2006年
- STRATOS 4 Advance 完結篇（岩崎和馬）

2007年
- 欠金情人（久芳誓）

2008年
- It's a Rumic World 
  - 犬夜叉 ～黑色鐵碎牙（彌勒）
  - 亂馬½ 惡夢！春眠香（日语：らんま1/2 悪夢!春眠香）（九能帶刀（日语：九能帯刀））

### 遊戲
1992年
- Cosmic Fantasy 3 冒險少年雷（日语：コズミック・ファンタジー）（雷）

1993年
- 聖魔傳說3×3EYES（藤井八雲）
- 海底兩萬哩 ～Inherit the Bluewater～（艾爾頓·格雷納梵伯爵）[注 8]
- Flash Hiders（日语：フラッシュハイダース）（奧托·哈爾福特）

1994年
- Cosmic Fantasy 4 銀河少年傳說激鬥篇 在光之宇宙中…（日语：コズミック・ファンタジー）（雷）
- 3×3EYES ～三只眼變成～（藤井八雲）
- 幽☆遊☆白書 魔強統一戰（樹）

1995年
- 3×3EYES ～吸精公主～（藤井八雲）
- SUPER SLAMS -FROM TV ANIMATION SLAM DUNK-（藤真健司）[注 9]
- TV Animation 灌籃高手2 IH預賽完全版!!（日语：テレビアニメ スラムダンク2 IH予選完全版!!）（藤真健司）[注 10]

1996年
- 第4次超級機器人大戰S（西布克·亞諾）

1997年
- 超級機器人大戰F（巴納德·懷茲曼、西布克·亞諾）

1998年
- SD鋼彈 G世代（巴納德·懷茲曼、西布克·亞諾）
- 機動戰士鋼彈 基連的野望（日语：機動戦士ガンダム ギレンの野望）（巴納德·懷茲曼）
- 3×3EYES ～轉輪王幻夢～（藤井八雲）
- 超級機器人大戰F完結篇（巴納德·懷茲曼、西布克·亞諾）

1999年
- SD鋼彈 G世代-ZERO（巴納德·懷茲曼、西布克·亞諾）
- 超級機器人大戰完全版（巴納德·懷茲曼、西布克·亞諾）
- SPRIGGAN LUNAR VERSE（日语：スプリガン ルナヴァース）（大槻達樹）

2000年
- SD鋼彈 G世代-F（巴納德·懷茲曼、西布克·亞諾）
- 機動戰士鋼彈 基連的野望 吉翁的系譜（巴納德·懷茲曼）
- 超級機器人大戰α（巴納德·懷茲曼、西布克·亞諾）

2001年
- 犬夜叉（彌勒）
- SD鋼彈 G世代-F.I.F（巴納德·懷茲曼、西布克·亞諾／金凱杜·那烏）
- 超級機器人大戰α for Dreamcast（巴納德·懷茲曼、西布克·亞諾）

2002年
- 犬夜叉 ～戰國御伽合戰～（彌勒）
- SD鋼彈 G世代 NEO（巴納德·懷茲曼、西布克·亞諾）
- 機動戰士鋼彈 基連的野望 吉翁獨立戰爭記（日语：機動戦士ガンダム ギレンの野望 ジオン独立戦争記）（巴納德·懷茲曼）
- 機動戰士鋼彈戰記 Lost War Chronicles（巴納德·懷茲曼）
- 超級機器人大戰IMPACT（日语：スーパーロボット大戦IMPACT）（巴納德·懷茲曼、西布克·亞諾）

2003年
- 犬夜叉 ～奈落的圈套！迷幻森臨的邀請函～（彌勒）
- 機動戰士鋼彈 在宇宙相逢（日语：機動戦士ガンダム めぐりあい宇宙）（巴納德·懷茲曼）
- 第2次超級機器人大戰α（金凱杜·那烏）
- 電腦戰機Virtual-On Marz（日语：電脳戦機バーチャロン）（克里亞提亞·拜爾斯添）

2004年
- 犬夜叉 ～詛咒的假面～（彌勒）
- SD鋼彈 G世代 SEED（巴納德·懷茲曼、西布克·亞諾／金凱杜·那烏）
- 超級機器人大戰GC（日语：スーパーロボット大戦GC）（巴納德·懷茲曼）

2005年
- 犬夜叉 奧義亂舞（彌勒）

2006年
- SD鋼彈 G世代 PORTABLE（巴納德·懷茲曼、西布克·亞諾／金凱杜·那烏）
- 鋼彈激鬥會戰（日语：ガンダムバトルロワイヤル）（巴納德·懷茲曼、馬特·希利）
- 機動戰士鋼彈 宇宙世紀精華集（日语：機動戦士ガンダム クライマックスU.C.）（巴納德·懷茲曼、西布克·亞諾／金凱杜·那烏）
- 超級機器人大戰XO（日语：スーパーロボット大戦GC）（巴納德·懷茲曼）
- 異域傳說三部曲［查拉圖斯特拉如是說］（日语：ゼノサーガ エピソードIII［ツァラトゥストラはかく語りき］）（航行者）
- 戰國BASARA2（淺井長政）

2007年
- SD鋼彈 G世代 SPIRITS（巴納德·懷茲曼、西布克·亞諾／金凱杜·那烏、馬特·希利）
- 鋼彈激鬥年代記（巴納德·懷茲曼、馬特·希利）
- 機動戰士鋼彈 MS戰線0079（日语：機動戦士ガンダム MS戦線0079）（巴納德·懷茲曼）
- THE BATTLE OF 幽☆遊☆白書 ～死鬥！暗黑武術會～ 120%（樹）
- 戰國BASARA2 英雄外傳（淺井長政）

2008年
- 鋼彈激鬥宇宙（日语：ガンダムバトルユニバース）（巴納德·懷茲曼、西布克·亞諾、馬特·希利）
- 鋼彈無雙2（西布克·亞諾）
- 機動戰士鋼彈 鋼彈vs.鋼彈（日语：機動戦士ガンダム ガンダムVS.ガンダム）（巴納德·懷茲曼、西布克·亞諾）
- 機動戰士鋼彈 基連的野望 阿克西斯的威脅（日语：機動戦士ガンダム ギレンの野望 アクシズの脅威）（巴納德·懷茲曼、馬特·希利）
- 超級機器人大戰Z（杜威·諾瓦克）
- BLAZER DRIVE徽章戰役（艾伯特）

2009年
- SD鋼彈 G世代 WARS（巴納德·懷茲曼、西布克·亞諾／金凱杜·那烏）
- 機動戰士鋼彈 鋼彈vs.鋼彈NEXT（日语：機動戦士ガンダム ガンダムVS.ガンダムNEXT）（巴納德·懷茲曼、西布克·亞諾）
- 機動戰士鋼彈 基連的野望 阿克西斯的威脅V（日语：機動戦士ガンダム ギレンの野望 アクシズの脅威）（巴納德·懷茲曼、馬特·希利）
- 超級機器人大戰NEO（日语：スーパーロボット大戦NEO）（加爾登）
- 戰國BASARA 熱戰英雄（淺井長政）

2010年
- 鋼彈突擊求生戰（日语：ガンダムアサルトサヴァイブ）（巴納德·懷茲曼、西布克·亞諾）
- 鋼彈無雙3（西布克·亞諾）
- 機動戰士鋼彈 極限vs.（日语：機動戦士ガンダム エクストリームバーサス）（巴納德·懷茲曼、西布克·亞諾／金凱杜·那烏）

2011年
- SD鋼彈 G世代 WORLD（巴納德·懷茲曼、西布克·亞諾／金凱杜·那烏）
- 戰國無雙 編年史（淺井長政）

2012年
- SD鋼彈 G世代 OVERWORLD（巴納德·懷茲曼、西布克·亞諾／金凱杜·那烏）
- 機動戰士鋼彈 極限vs.火力全開（日语：機動戦士ガンダム エクストリームバーサス フルブースト）（巴納德·懷茲曼、西布克·亞諾／金凱杜·那烏）
- 衝鋒：迪士尼皮克斯大冒險（胡迪）

2013年
- 真·鋼彈無雙（西布克·亞諾）
- 超級機器人大戰Operation Extend（巴納德·懷茲曼、加爾登）

2014年
- 機動戰士鋼彈極限vs.全力爆發（日语：機動戦士ガンダム エクストリームバーサス マキシブースト）（巴納德·懷茲曼、西布克·亞諾／金凱杜·那烏）
- 超級英雄世代（鋼彈F91）
- 戰國BASARA4（淺井長政[42]）

2015年
- 超級機器人大戰BX（劍士傑塔）
- 戰國BASARA4 皇（淺井長政[43]）
- 失落英雄2（日语：ロストヒーローズ）（鋼彈F91）

2016年
- 戰國BASARA 真田幸村傳（淺井長政）

2017年
- 超級機器人大戰V（金凱杜·那烏）
- 鋼彈對決（西布克·亞諾）

2018年
- 超級機器人大戰X（西布克·亞諾）

2019年
- 王國之心III（胡迪）
- 超級機器人大戰X-Ω（日语：スーパーロボット大戦X-Ω）（西布克·亞諾）
- 超級機器人大戰T（金凱杜·那烏）
- 幽☆遊☆白書 認真戰鬥（樹）

2020年
- 紅色閃光默示錄（日语：紅き閃光の黙示録）（西蒙·費南迪斯[15]）

### 外語配音

#### 電影
- 公元2000（吳）
- 龍在江湖（韋吉祥〈劉德華〉）
- 油炸冰淇淋（英语：Angus (film)）（Rick Sandford〈詹姆士·范德比克〉）
- 現代啟示錄（Lance B. Johnson〈Sam Bottoms〉）※Pony Canyon特別完整VHS版。
- 碧海藍天 (加長完整版)（Jacques Mayol〈Jean-Marc Barr〉）※東京電視台版。
- 妖魔大鬧唐人街
- 飲食男女（李凱〈趙文瑄〉）
- F/X魔鬼任務2（英语：F/X2）（Matt Neely〈Kevin J. O'Connor〉）※VHS版。
- 昨日今日永遠（英语：For the Boys）（少年時期的Danny Leonard〈Christopher Rydell〉）
- 養鬼吃人4：猛鬼磁場（英语：Hellraiser: Bloodline）（Philippe "Toymaker" Lemarchand／John Merchant／Paul Merchant博士〈Bruce Ramsay〉）※VHS版。
- 狗臉的日子（英语：Lawn Dogs）（Sean〈艾力·馬比烏斯〉）
- 駭客任務系列（賽洛芙（英语：Seraph (The Matrix)）〈鄒兆龍〉）※劇院公映版。
  - 駭客任務（隊員強森）
  - 駭客任務完結篇：最後戰役
- 驚爆點（英语：Point Break）（果羅麥特）※日本電視台版。
- 金剛戰士 The Movie（英语：Mighty Morphin Power Rangers: The Movie）（亞當·帕克〈約翰尼·楊·博斯〉）
- 驚魂記 (1960年電影)（諾曼·貝茨（英语：Norman Bates）〈安東尼·柏金斯〉）※DVD版。
- 龍霸天下 ※朝日電視台版。
- 窈窕美眉（英语：She's All That）（Zachary "Zack" Siler〈小弗雷迪·普林斯〉）
- 超級瑪利歐兄弟（Luigi〈約翰·李古查摩〉）※影碟版。
- 震撼教育（Jake Hoyt〈伊森·霍克〉）
- 寶貝好壞（英语：Very Bad Things）（Kyle Fisher〈強·法夫洛〉）
- 勇士們（喬瑟夫·L·蓋洛威（英语：Joseph L. Galloway）〈巴里·佩珀〉）※富士電視台版。
- 白狼勇士（英语：White Fang 2: Myth of the White Wolf）（亨利·凱西〈史考特·貝爾斯特〉）※影碟版。

#### 電視影集
- 大偵探波洛 ※NHK版。
  - （Ronnie Oglander、Nicholas、Robert Sidaway、Leonard Preston）
- 宮（現皇帝〈李賢〉）

#### 動畫
- 巴斯光年的星際使命：冒險的開始（胡迪）
- 汽車總動員（胡迪）

### 真人電影
- 刻耳柏洛斯 -地獄守衛犬-（日语：ケルベロス-地獄の番犬）（1991年，出演協力）

### 旁白
- Cinema DO
- 週刊人物Live Sta☆Men（日语：スタ☆メン）
- SUPER SOCCER（日语：スーパーサッカー (TBSのサッカー番組)）（1994年起擔任）
- B.C. Beauty Colosseum（日语：B.C.ビューティー・コロシアム）
- 橫濱水手選手名鑑錄影帶
- 8點了J（日语：8時だJ）

### CD

#### 廣播劇CD、角色歌曲
- 泉幻戰記 鳴動篇（日语：若木未生） 卡式錄音帶書（師英介）
- 犬夜叉系列（彌勒）
  - 角色歌曲單曲：／彌勒feat.珊瑚&七寶
  - （少年Sunday特製CD、應募者全員服務）
  - 廣播劇專輯「犬夜叉 」
  - 廣播劇專輯2「犬夜叉 」
  - 廣播劇專輯特別篇「犬夜叉 紅白歌合戰！」 犬夜叉版、殺生丸版
  - 犬夜叉第559話 （Wide版全卷預約特典）
- CD廣播劇精選集 三國志（日语：CDドラマコレクションズ 三國志）（馬岱）
- 真·女神轉生III-NOCTURNE（聖丈二）
- 快打旋風ZERO（隆）
  - 快打旋風ZERO外傳 ～春麗的旅程之章～
  - 快打旋風ZERO2外傳 最危險的女高中生·櫻
- 西洋骨董洋菓子店（本間）
- 戰國BASARA2 ～蒼穹！姊川的戰役戰～ 廣播劇CD（淺井長政）
- 鐵拳 Another Story（初代豹王）
- 月與闇之戰記（日语：月と闇の戦記）（大鳥〈大雷丸〉）
- 扮妝俏佳人（日语：ネバギバ!）2（彰）
- 霸王大系龍騎士（加爾登）
- 電影少女 2nd 形象原聲音樂 -Memories-（新舞貴志）
- 狂戀男子寮（日语：ミルククラウン (漫画)）（五龍神田神）
- 無責任艦長（傑斯迪·植木·泰勒）
  - MUSIC FILE 2－8（廣播劇&歌唱）
  - SOUND NOTE 1 YAH！YAH！YAH！（廣播劇）
  - SOUND NOTE 2 DELIGHTFUL（廣播劇）
  - 非賣品 無責任CD單曲1－4（廣播劇&對談）
  - 非賣品 無責任CD3（對談）
- 出雲傳奇（日语：八雲立つ） 音盤物語（野城上修）
- 系列（室伏東）
  -  廣播劇CD
  -  廣播劇CD II
- 銀河鐵道物語 ～遙遠的天使安吉拉～（湧田登）

#### BLCD
- 欠金情人系列
  - 欠金情人3 可愛（久芳操）
  - 欠金情人4 金買（久芳誉）
- 男系列（瀨尾瑞紀）
- 星陵最恐物語（早川寬崇）
- 『境界線』系列（東城貴文）
  - 大人與小孩的境界線
  - 喜歡與討厭的境界線
  - 日常特別境界線
- 系列（松宮友明）
- 炎之蜃氣樓 斷章 給最愛的妳（直江信綱〈橘義明〉）

#### 其它CD
- 強者語（本人飾演）

### 舞台
- （劇團東演）
- （劇團東演）
- 翔！翼（劇團東演）
- 男（劇團一跡二跳：客演）
- 平面（劇團一跡二跳：客演）
- （劇団一跡二跳：客演）
- 貴婦人還（Gaia Days Function Band （页面存档备份，存于）：客演）

### 其它
- 東京迪士尼樂園各處娛樂設施（胡迪）－歡騰！（日语：ジュビレーション! (東京ディズニーランド)）、東京迪士尼樂園 電子花車大遊行 夢之光（日语：東京ディズニーランド・エレクトリカルパレード・ドリームライツ） 等多數
- 朱羅姬（クラウディオ）
- 「玩具總動員3」預告短片（胡迪）
- -宇宙大衝突-（Cosmo Planetarium 涉谷）
- 東京迪士尼海洋加演節目 「玩具總動員瘋狂遊戲屋」（胡迪）
- 「玩具總動員瘋狂遊戲屋！」電視廣告（胡迪）

## 音響監督參加作品

### 電視動畫
2003年
- 死體兵（日语：ダイバージェンス・イヴ）
- 闇與帽子與書的旅人

2004年
- 美崎紀事 ～死體兵～（日语：ダイバージェンス・イヴ）

2006年
- SIMOUN
- Fate/stay night

2007年
- 桃華月憚

2010年
- 動物環境會議（日语：動物かんきょう会議）

2011年
- 結界女王

2012年
- 在蒼藍世界的中心（日语：蒼い世界の中心で）

2013年
- 閃亂神樂
- 結界女王 震顫

2014年
- GLASSLIP

2016年
- 昭和元祿落語心中

2017年
- 昭和元祿落語心中 -助六再現篇-

2018年
- 錢進球場[44][注 3]

### OVA（音響監督）
2015年
- 昭和元祿落語心中

### 廣播劇CD（音響監督）
2012年
2013年
- 靈感少女

## 論文
- （與森川友義（日语：森川友義）共著）
- （同上）

## 腳註

## 外部連結
- （日語）－谷耕史的官方個人網站（2018年12月3日已存入網站時光機）。
- 辻谷耕史的X（前Twitter） （日語）
- 辻谷耕史的Facebook專頁 （日語）